# دونالد ايفانز
دونالد لويس إيفانز (بالإنجليزية: Donald Louis Evans)‏ (ولد في 27 يوليو 1946) رجل أعمال أمريكي. وكان وزير التجارة الأمريكي الرابع والثلاثين. تم تعيينه من قبل صديقه القديم جورج دبليو بوش وأدى اليمين الدستورية في 20 يناير 2001. وفي 9 نوفمبر 2004 أعلن البيت الأبيض أن إيفانز يعتزم الاستقالة بحلول نهاية يناير 2005.
تم اختيار إيفانز ليكون الرئيس غير التنفيذي لشركة تكسو للطاقة، بعد اكتمال عملية استحواذها من قبل كولبرج كرافيس روبرتس ومجموعة تكساس المحيط الهادئ.

## التعليم
تعلم في جامعة تكساس، أوستن.

## روابط خارجية
- دونالد ايفانز على موقع مونزينجر (الألمانية)
- دونالد ايفانز على موقع إن إن دي بي (الإنجليزية)